# Cryptocephalus elongatus
Cryptocephalus elongatus là một loài bọ cánh cứng trong họ Chrysomelidae. Loài này được Germar miêu tả khoa học năm 1824.